# CHIC2
CHIC2 (англ. Cysteine rich hydrophobic domain 2) – білок, який кодується однойменним геном, розташованим у людей на 4-й хромосомі. Довжина поліпептидного ланцюга білка становить 165 амінокислот, а молекулярна маса — 19 254.
| 10         |  | 20         |  | 30         |  | 40         |  | 50         |
| ---------- |  | ---------- |  | ---------- |  | ---------- |  | ---------- |
| MADFDEIYEE |  | EEDEERALEE |  | QLLKYSPDPV |  | VVRGSGHVTV |  | FGLSNKFESE |
| FPSSLTGKVA |  | PEEFKASINR |  | VNSCLKKNLP |  | VNVRWLLCGC |  | LCCCCTLGCS |
| MWPVICLSKR |  | TRRSIEKLLE |  | WENNRLYHKL |  | CLHWRLSKRK |  | CETNNMMEYV |
| ILIEFLPKTP |  | IFRPD      |  |            |  |            |  |            |

A: Аланін

C: Цистеїн

D: Аспарагінова кислота

E: Глутамінова кислота

F: Фенілаланін

G: Гліцин

H: Гістидин

I: Ізолейцин

K: Лізин

L: Лейцин

M: Метіонін

N: Аспарагін

P: Пролін

Q: Глутамін

R: Аргінін

S: Серин

T: Треонін

V: Валін

W: Триптофан

Локалізований у клітинній мембрані, мембрані, цитоплазматичних везикулах.